# Mariëtte Barnhoorn
Maria Christina Helena Barnhoorn (Aerdenhout, 18 februari 1953 – Leiden, 14 mei 2012) was algemeen directeur van de Luba Groep en Zakenvrouw van het jaar 2004.
Haar vader had een hoveniersbedrijf en was daarnaast koster van de plaatselijke rooms-katholieke kerk. Na de MMS in Haarlem begon Barnhoorn aan een studie Engels in Amsterdam, maar het werkende bestaan bleek haar meer te trekken. Zij begon als receptioniste in een hotel, en kwam via verschillende functies - secretaresse, management-assistente en computertrainer - in 1986 bij Luba Uitzend Buro terecht als projectmanager computertrainingen. Luba Uitzend Buro bestond nog uit een handvol vestigingen in en rondom Leiden. Binnen twee jaar kreeg zij de uitzendvestiging in Rotterdam onder haar hoede en weer twee jaar later klom zij op tot rayonmanager Rijnmond van het inmiddels snel groeiende Luba. In 1995 kreeg zij de leiding van Luba Uitzend Buro. Daarbij volgden steeds meer initiatieven die uiteindelijk leidden tot de vorming van de Luba Groep. In 2002 trad haar partner Rob Mantel terug als algemeen directeur en volgde Barnhoorn hem op. Mantel overleed twee jaar later.
Naast het directeurschap nam Barnhoorn, zoals ook Mantel had gedaan, verschillende bestuursfuncties aan die hoofdzakelijk gericht waren op het versterken van ondernemerschap, cultuur en economie van de regio Leiden. Zij was sterk verweven met het Leidse openbare leven, maar relativeerde de wereld van de 'glamour en rode lopers' sterk. 
Op 22 maart 2004 werd Barnhoorn uitgeroepen tot Zakenvrouw van het jaar 2004, volgens het juryrapport wegens haar nuchtere kijk op het functioneren van vrouwen aan het hoofd van een onderneming en haar kwaliteiten om het beste uit haar medewerkers naar boven te halen.
Een half jaar na de overname van Luba door de Belgische t-Groep trad Mariëtte Barnhoorn op 2 april 2009 terug als algemeen directeur. Bij haar afscheid ontving zij De Gouden Speld voor externe relaties van de gemeente Leiden. In 2010 werd Barnhoorn benoemd tot Ridder in de Orde van Oranje-Nassau.
Op 14 mei 2012 is ze na ziekte overleden.

Binnen het project 1001 vrouwen uit de Nederlandse geschiedenis kreeg Barnhoorn in het boek over de 20e eeuw haar eigen lemma. De gehele rubriek 'bedrijfsleven' is als eerbetoon door een vriendin van Barnhoorn aan haar opgedragen.